# Байкал (затока)
Байкал — затока біля північного берега острова Сахаліну на східному березі Сахалінської затоки Охотського моря. Відкрита в 1846 році командиром корабля «Великий князь Костянтин» підпоручиком корпусу флотських штурманів Олександром Гавриловим, який назвав її Обман, оскільки затока спочатку була сприйнята в тумані за вхід до Амурського лиману. Згодом була названа за іменем російського військового транспорту «Байкал», який в 1849 році під командою капітан-лейтенанта Геннадія Невельського проводив дослідження у гирлі Амуру.
З півночі відділена від Сахалінської затоки низьким піщаним островом Уш, який ділить вхід на східний і західний проходи. По східному проходу, максимальна глибина якого складає 21 м, пролягає фарватер, що веде в порт Москальво. Уздовж берегів затоки широкою смугою тягнеться осушка — смуга, що осушується під час відпливів. Припливи неправильні добові, їх величина близько 2 м.
Затока переважно мілинна (глибина від 0,5 до 25 м) водойма, що вдається в берег на південь від затоки Помр. Ширина біля входу — 20 км. У затоці знаходиться бухта Брудна і кілька невеликих бухт без назви. У листопаді замерзає. Тривалість льодового періоду не менше 200 днів.
На узбережжях домінують болотні торф'яні і торф'яно-глейові ґрунти низинних і верхових боліт і сухо-торф'янисті іллювіально-багатогумусні ґрунти.